# Dispositivo vigilante

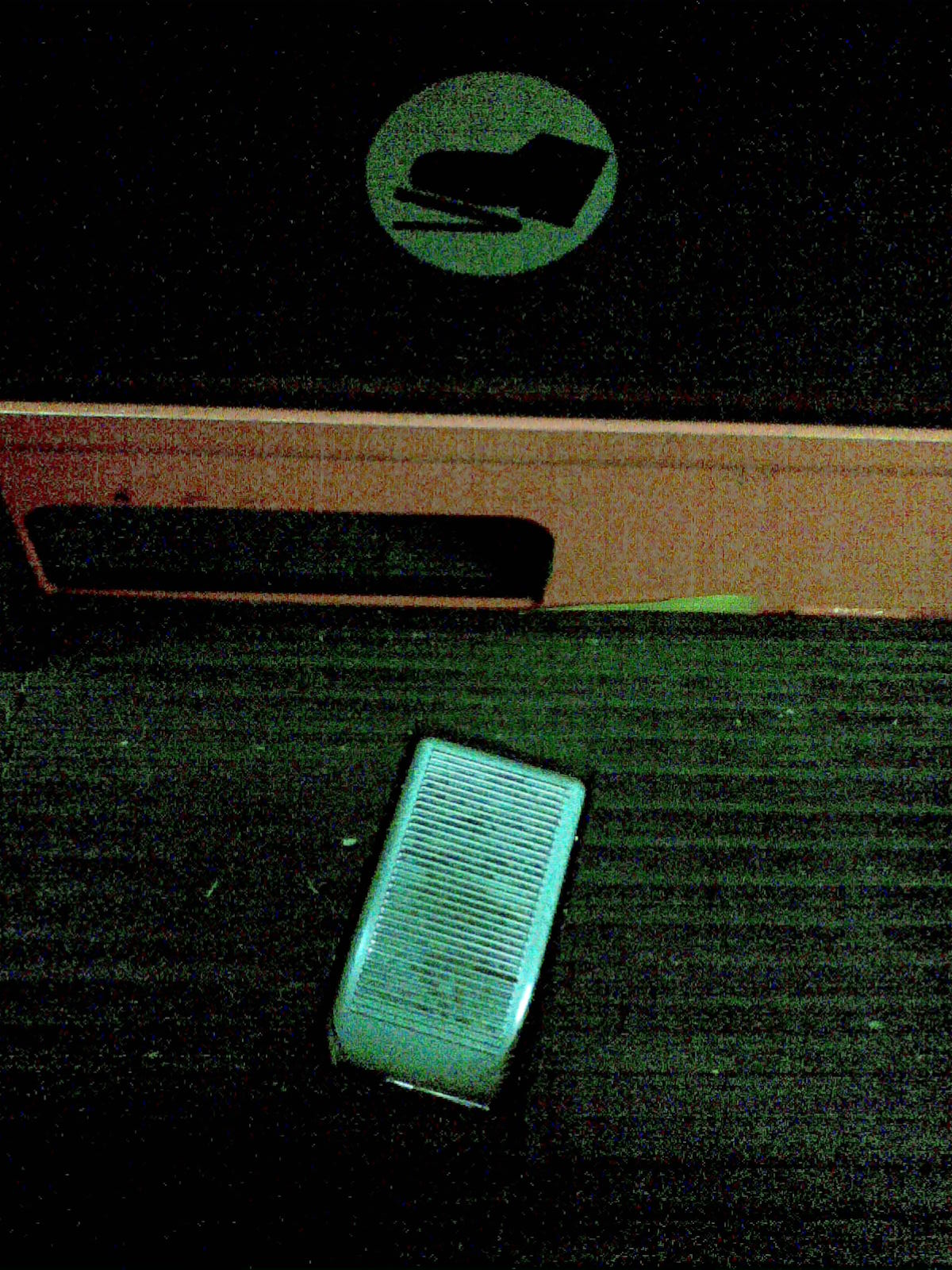
Pedale dell'uomo morto di un carrello elevatore.

Il dispositivo vigilante, più conosciuto come dispositivo dell'uomo morto, definisce uno specifico apparecchio di sicurezza atto a controllare la presenza e lo stato vigile del conducente di un veicolo e, in particolare, del macchinista ai comandi di un treno.
Dispositivi del genere, all'inizio molto semplici, sono stati ideati sin dai primi decenni del XX secolo ed applicati per evitare che distrazioni o improvvisi problemi di salute del macchinista posto alla guida di un treno potessero provocare un disastro. In Italia vennero sperimentati vari sistemi e in particolare negli anni trenta l'ingegnere Gino Minucciani ne aveva approntato uno da installare sulle locomotive elettriche.
In Francia viene utilizzato un dispositivo vigilante che prende il nome di VACMA (Veille Automatique à Contrôle du Maintien d'Appui) che ha lo scopo di controllare la presenza e vigilanza del macchinista e permette l'uso dell'agente unico di guida.
In Italia l'uso del dispositivo vigilante era ideato ma non utilizzato dalle Ferrovie dello Stato nel secondo dopoguerra. A partire dal 2002 un dispositivo VACMA è stato introdotto progressivamente da Trenitalia S.p.A. sui rotabili nonostante dure opposizioni da parte di alcuni dei sindacati di categoria. Dispositivi di vigilanza sono presenti oggi su metropolitane, tranvie e ferrovie sia in Italia che nel resto del mondo.

## Funzionamento del dispositivo
Di massima un dispositivo semplice di vigilanza funziona tramite un pedale da tenere premuto per garantire la possibile marcia del treno ed evitarne la frenatura a fondo. Un allentamento della pressione sul pedale veniva ritenuto sintomo di un malore o di un allontanamento del conducente alla guida.
Nel corso degli anni il sistema è stato modificato sia per garantire un maggiore comfort, dato che il tenere sempre premuto il pedale provocava un eccessivo stress fisico, sia soprattutto per evitare che il conducente aggirasse il sistema mediante l'apposizione di un peso sul pedale a simularne l'azionamento; si è giunti quindi ad un sistema in cui il macchinista appena partito con treno fermo deve premere e mantenere premuto il pedale e una volta premuto parte un conteggio di 55 secondi: se entro tale lasso di tempo il macchinista non fa alcun gesto (frenatura, tromba, pressione pulsanti o movimento mano sulla touche) il dispositivo vigilante richiede il temporaneo rilascio del pedale pena l'intervento del sistema di arresto del treno.

## Contestazioni al sistema
L'introduzione del dispositivo vigilante o uomo morto nei rotabili delle FS era stata contestata da alcuni sindacati italiani con la motivazione dello stress causato al macchinista, obbligato a esercitare ripetitivamente una pressione sul pedale. Era stata presentata, senza successo, nel 2006 anche un'interrogazione al Senato tendente a proibirne la reintroduzione. I  sindacati dei macchinisti ritenevano l'introduzione solo un pretesto per ridurre il numero di macchinisti. Di fatto, successivamente all'installazione del vigilante, non è variato l'equipaggio dei treni; contemporaneamente e successivamente sono state installate apparecchiature come il SCMT e il SSC che vigilano e correggono direttamente l'errore umano.
Attualmente sulla maggioranza dei convogli di Trenitalia il macchinista non può scegliere (come inizialmente consentito) se mantenere il dispositivo in posizione VIG (funzione vigilante attiva - pressione all'avvio del treno e ogni 55 secondi) o in posizione di esclusione EVIG (funzione vigilante esclusa - pressione del pedale solo all'avvio del treno), in quanto Trenitalia ha disattivato questa possibilità nella quasi totalità dei convogli, rendendo il dispositivo di fatto inescludibile. Se il treno è dotato di SCMT, il vigilante funziona solo se esso è attivato, inoltre se l'SCMT è in modalità manovra si ha l'obbligo di pressione del pedale ogni 30 secondi. Altri convogli, ad esempio i TSR, hanno il vigilante non dissociabile.
Altre imprese ferroviarie italiane continuano ad utilizzare sui propri treni il dispositivo vigilante adottato con la funzione EVIG inibita per ovvie ragioni di sicurezza.

## Applicazioni non ferroviarie
Il dispositivo vigilante viene utilizzato con modalità analoghe anche per gli autocarri e nelle gru; ad esempio nelle manopole di comando di alcune gru è presente un tasto che abilita il funzionamento della gru solo se costantemente premuto.